# ツイステッド・メタル (テレビドラマ)
『ツイステッド・メタル』（原題：Twisted Metal）は、ソニー・インタラクティブエンタテインメントが発売した同名のカーアクションゲーム『ツイステッド・メタル』の映像化として、レット・リース、ポール・ワーニック、マイケル・ジョナサン・スミスが製作したアメリカのアクションコメディテレビシリーズ。アンソニー・マッキー、ステファニー・ベアトリス、ジョー・シーノア、ウィル・アーネット、トーマス・ヘイデン・チャーチが出演した。
ソニー・ピクチャーズ・テレビジョンとプレイステーション・プロダクションズによる企画は2019年5月に始まり、2022年2月にPeacockがフルシーズンを発注した。第1シーズンは2022年5月から8月にかけてニューオーリンズで撮影され、2023年7月27日に全10話がPeacockで配信された。第2シーンは2023年12月に製作が決定し、2024年後半に完了した。

## キャスト
※括弧内は日本語吹替。

### メイン
ジョン・ドウ
演 - アンソニー・マッキー（杉田智和）
クワイエット
演 - ステファニー・ベアトリス（朴璐美）
スウィート・トゥース
演 - ジョー・シーノア、声 - ウィル・アーネット（千葉繁）
ストーン
演 - トーマス・ヘイデン・チャーチ（内田直哉）
カリプソ
演 - アンソニー・カリガン（シーズン2）

### リカーリング
ラウド
演 - リチャード・カブラル（峰晃弘）
シェパード
演 - ジャレッド・バンケンス（露崎亘）
レイヴン
演 - ネーヴ・キャンベル（甲斐田裕子）
スチュ
演 - マイク・ミッチェル（あべそういち）
マイク
演 - タージ・ヴォーンズ（奈良徹）
ミランダ・ワッツ
演 - ジェイミー・レイ・ニューマン（園崎未恵）
アンバー・ローズ
演 - ディアニ・ロドリゲス（新谷真弓）
ティンカー
演 - エンジェル・ジュフィア
ジェイミー・ロバーツ
演 - シェル・ラモス（夏目あり沙）
カール・ロバーツ
演 - マイケル・カロロ（石毛翔弥）

### ゲスト
トミー
演 - ルー・ベイティ・ジュニア（及川いぞう）
グラニー・ドレッド
演 - ペグ・オキーフ（鈴木れい子）
ブラッディ・メアリー
演 - クロエ・ファインマン（伊瀬茉莉也）
ミスター・スラム
演 - クリーク・ウィルソン（佐々木祐介）
説教師
演 - ジェイソン・マンツォーカス
マーカス・ケイン
演 - （泊明日菜）
ピザボーイ
演 - （丹羽正人）

## 公開
本作は、2023年7月27日にピーコックで初公開され、全10話が同時にリリースされた。カナダとイギリスでは、Paramount+がストリーミング権を取得した。オーストラリアではStanでストリーミング配信された。また、 2023年10月にHBO Maxでも配信された。日本では、Huluにて独占配信されている。